# Mahinda
Ne doit pas être confondu avec [[:S. Mahinda (en)]].

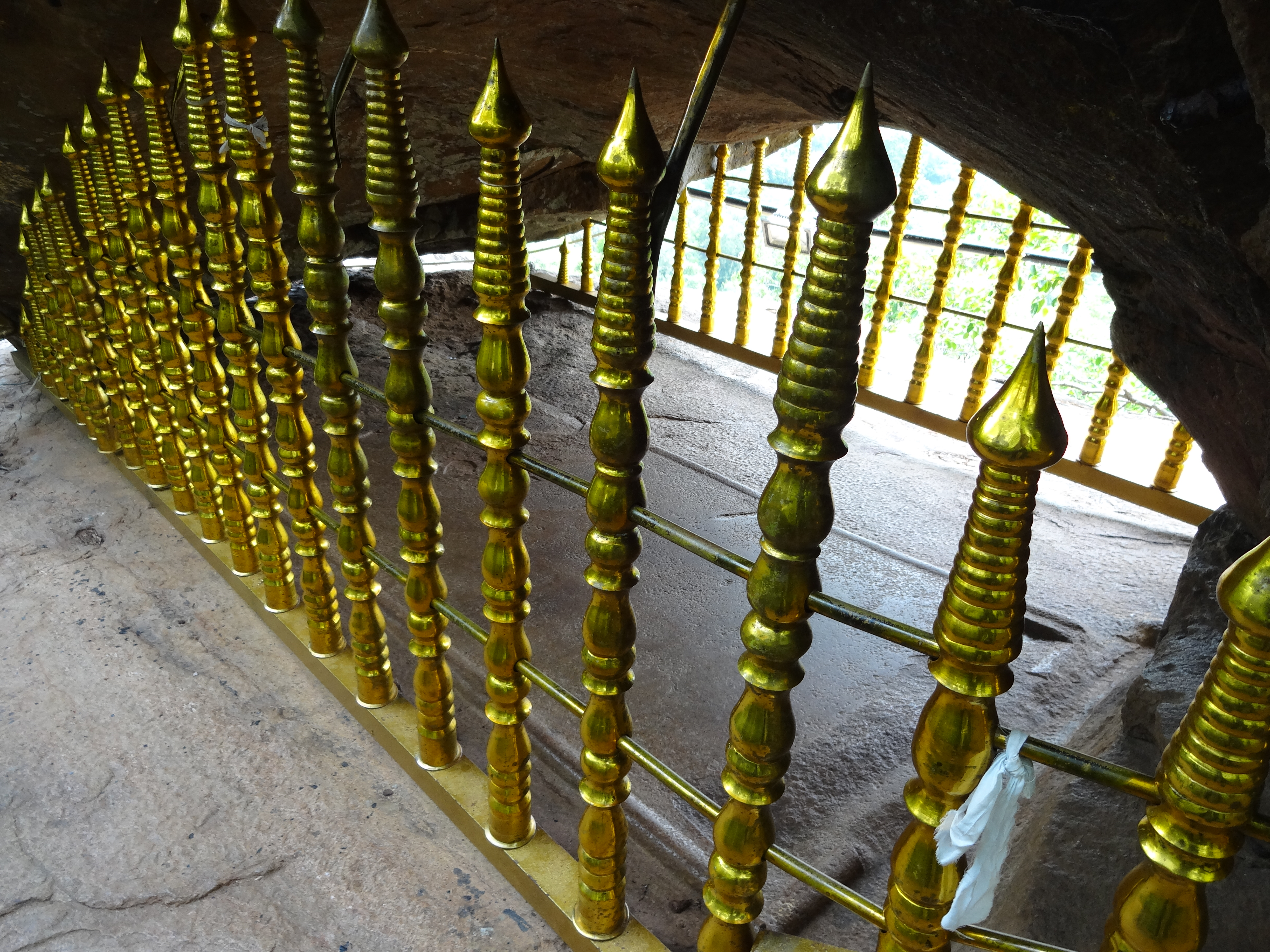
Bed of Mahinda in Mihintale

Mahinda (pali, sanskrit : महिन्द्र; Mahindra), (c.282-222 av. J.-C.) né dans le Magadha, maintenant dans le Bihar en Inde, est un moine bouddhiste décrit comme l'introducteur du bouddhisme au Sri Lanka. Il était le fils de l'empereur Maurya Ashoka.
Les deux grandes chroniques religieuses du Sri Lanka, le Dipavamsa et le Mahavamsa, relatent son voyage dans le pays et la conversion au bouddhisme du roi Devanampiya Tissa.
D'autres références littéraires et des inscriptions montrent que le bouddhisme est devenu prévalent au Sri Lanka vers le IIIe siècle av. J.-C., pendant la période où Mahinda y vivait .

## Biographie
Mahinda a grandi à Vidisha, où vivait sa mère, et est devenu bonze à 20 ans, sous l'influence de Moggaliputta-Tissa, le conseiller spirituel de son père. Il était très versé dans l'étude du Tripitaka. Il fut envoyé sur la recommandation de Moggaliputta-Tissa répandre le bouddhisme au Sri Lanka avec ses condisciples Itthiya, Uttiya, Sambala, Bhaddasala et Samanera Sumana (qui était fils de Sanghamitta), après le troisième concile bouddhique. Il était aussi accompagné par un disciple laïc, Bhankuka, qui était un petit-fils maternel de sa tante. Ils partirent du monastère de Vedasagiri, qu'on croit être l'actuel Sanchi.
Selon la légende, le jour de son arrivée sur l'île, le parc Mahameghavana a été offert au saṅgha. De nombreux monastères y ont été édifiés  au fil des siècles, faisant de ce  site un des lieux importants du bouddhisme.
Un festival dénommé Poson,  ou festival de Mahinda, célèbre cette arrivée et le début du bouddhisme.

## Ouvrages consultés
- (en) Damien Keown, A Dictionary of Buddhism, Oxford, Oxford University Press, 2004, 368 p. (ISBN 9780191579172), lire en ligne: . Consulté le 22 août 2020.

- (en) Robert E.Busswell, John Clifford Hold, Encyclopedia of Buddhism : Article" Sri Lanka", Université du Michigan, Macmillan Reference, 2004, 981 p. (ISBN 9780028657202), lire en ligne: . Consulté le  22 août 2020.

- (en) Gunapala Piyasena Malalasekera, Dictionary of Pali Proper Names, volume 1,"A-M"lieu=New Delhi, Asian Educational Services, 2003, 2556 p. (ISBN 9788120618237). Lire en ligne: . Consulté le 22 août 2020 (Remarque: Il s'agit d'une réimpression de l'édition originale de 1938).